# Ranjit Singh Ramday

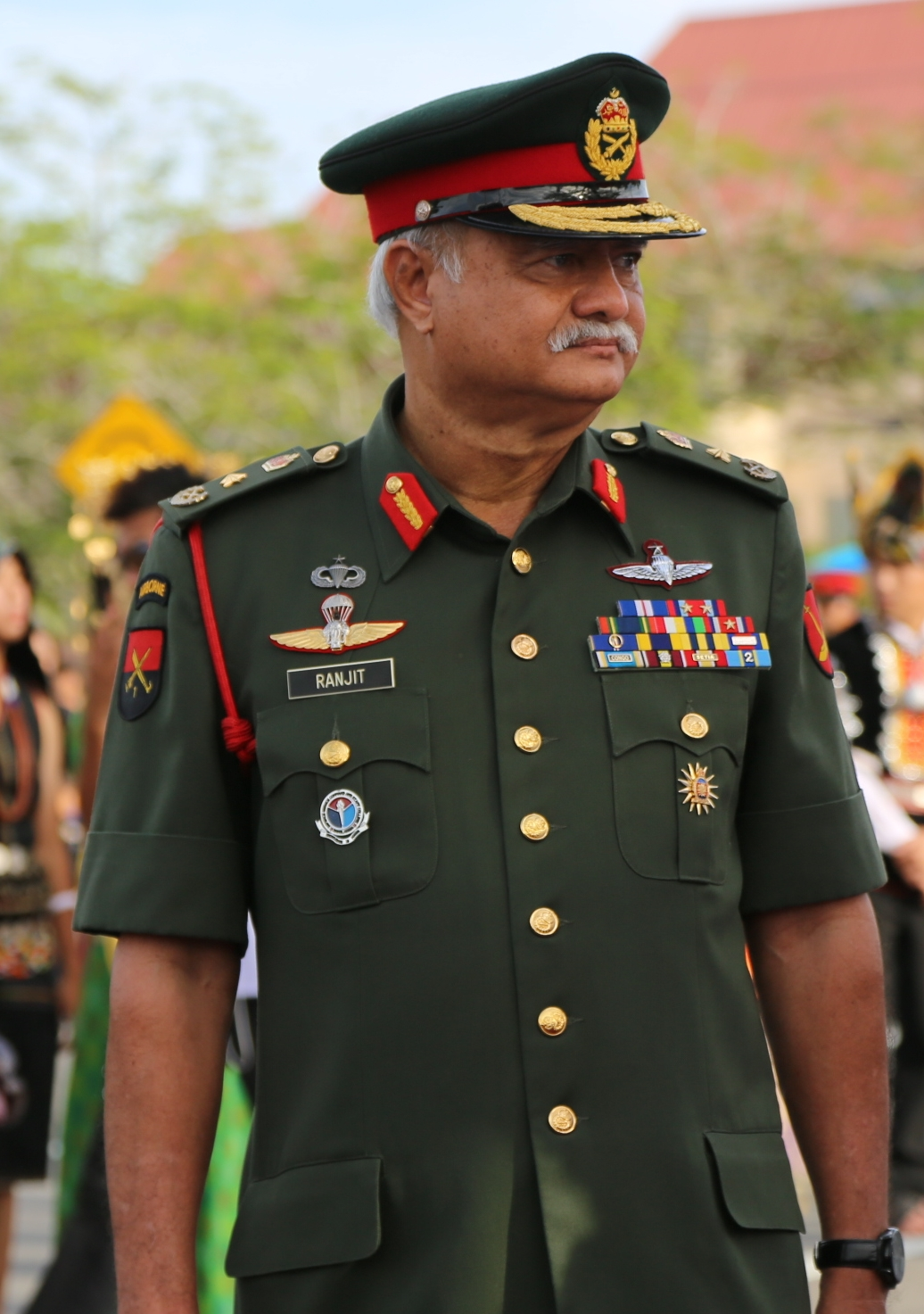
Brigadegeneral Ranjit Singh Ramday

Datuk Ranjit Singh Ramday (* 17. Juni 1955 in Melalap,  Tenom, Sabah, Malaysia) ist Brigadegeneral und Befehlshaber der 5. Infanteriebrigade des Malaysischen Heeres in Lok Kawi.

## Leben
Ranjit Singh Ramday wurde am 17. Juni 1955 in Melalap, Tenom geboren. Er wuchs in Kampung Kuala Kimanis, Papar auf. Seine Schulbildung erhielt er zunächst in der Primarschule SK St. Agnes in Kimanis, Papar und danach in der Sekundarschule SMK St. Joseph in Papar.

## Militärische Karriere
Sein Interesse am Militärdienst führte Ranjit im November 1973 an das Royal Military College. Er war zu diesem Zeitpunkt 18 Jahre alt.
Von 1990 bis 1991 nahm Ranjit im Dienstgrad eines Majors an einer 10-monatigen Weiterbildung für Armeeangehörige am Defence Services Command and Staff College(DSCSC) in Dhaka, Bangladesch teil.
Vom 1. Juli 1996 bis zum 3. Dezember 1999 kommandierte Ranjit im Rang eines Lieutenant Colonel die Einheit 8th Rangers (Para), das 8. Fallschirmjägerbataillon des Royal Ranger Regiments. Während seiner Dienstzeit war das Bataillon mehrfach an Friedenseinsätzen beteiligt. Bei der Operation PELANDUK nahm die Einheit mit mehr als 200 Soldaten an der Bekämpfung des Ausbruchs der Japanischen Enzephalitis und des Hendra-Virus teil und organisierte die Keulung von 643.829 Hausschweinen, 845 Wildschweinen und 3785 herrenlosen Hunden.
Ranjit diente in Übersee und nahm 2004 an der UN-Beobachtermission im Kongo teil.
Danach war Ranjit Leiter der Ausbildungsplanung im Army Training and Doctrine Command Headquarters (PL&DTD) in Kuala Lumpur.
Am 17. Juli 2012 übernahm Ranjit das Kommando des 5. Infanterieregiments im Militärstützpunkt Lok Kawi von Brigadegeneral Datuk Abdul Halim Abdul Jalal. In der 48-jährigen Geschichte Regiments ist er der erste Kommandeur, der aus Sabah stammt.
Bei der Operation Daulat gegen die philippinischen Terroristen während des Lahad Datu Standoff im Frühjahr 2013 leitete Ranjit die Infanterieeinsätze.

## Auszeichnungen
Am 13. April 2013 wurde Ranjit für seine Verdienste bei der Operation Daulat die Medaille Pingat Kedaulatan Negara (Medaille der Nationalen Souveränität) durch Premierminister Najib Razak verliehen.
Anlässlich des 70. Geburtstages des Raja von Perlis, Tuanku Syed Sirajuddin Putra Jamalullail,
wurde Ranjit am 17. Mai 2013 der Orden Dato’ Paduka Mahkota Perlis (DPMP) verliehen, der ihn berechtigt, den Titel "Datuk" zu führen.